# Deux femmes pour un magot
Deux femmes pour un magot (titre original : Zwei Gegen die Bank) est un téléfilm autrichien réalisé par Clara Stern en 2023 et diffusé en 2024.

## Synopsis
À Vienne, Maggy, chauffeuse pour une application de VTC et enceinte d'un deuxième enfant, mène une existence difficile, ses finances étant au plus mal. Son pare-brise doit être réparé, les frais de soin pour son fils, hospitalisé contre la coqueluche, sont exorbitants et le père de celui-ci se montre incapable de la soutenir. Mais lorsque Maggy apprend par la radio de la Police qu'une certaine Juliette Koons est recherchée pour détournement de fonds, elle reçoit une demande de course de cette dernière. Aussi quand Juliette lui affirme qu'elle a dérobé plus de 5 millions d'euros à la banque où elle travaillait, Maggy contacte la directrice et négocie une récompense. Mais les choses ne se déroulent pas comme prévu...

## Fiche technique
- Titre original : Zwei Gegen die Bank
- Réalisation : Clara Stern
- Scénario : Dominic Oley d'après une idée de Dominic Oley et Thomas Dirnhofer
- Adaptation : Clara Stern
- Directeur de la photographie : Thomas Dirnhofer
- Montage : Matthias Writze
- Costumes : Carola Pizzini
- Décors : Conrad Moritz Reinhardt
- Production : Florian Gebhardt et Gregor Schmalix
- Genre : Comédie
- Pays de production :  Autriche
- Durée : 90 minutes
- Date de diffusion :
  - Allemagne : 24 août 2024
  - France : 30 août 2024 sur Arte

## Distribution
- Caroline Peters (VF : Micky Sebastian) : Juliette Koons
- Daniela Golpashin (VF : Claire Baradat) : Maggy
- Murathan Muslu (VF : Maxime Pacaud) : Ari Brunner
- Barbara Gassner (VF : Emmanuelle Bondeville) : Claudia Wentenheimer, la directrice de la banque
- Johana Orsini : Thurle, la secrétaire de Claudia
- Ben Winkler : Trystan, le fils de Maggy

Version française réalisée par la société Boulevard des Productions.